# Sonpeth
Sonpeth là một thành phố và là nơi đặt hội đồng đô thị (municipal council) của quận Parbhani thuộc bang Maharashtra, Ấn Độ.

## Nhân khẩu
Theo điều tra dân số năm 2001 của Ấn Độ, Sonpeth có dân số 13.022 người. Phái nam chiếm 52% tổng số dân và phái nữ chiếm 48%. Sonpeth có tỷ lệ 61% biết đọc biết viết, cao hơn tỷ lệ trung bình toàn quốc là 59,5%: tỷ lệ cho phái nam là 71%, và tỷ lệ cho phái nữ là 50%. Tại Sonpeth, 16% dân số nhỏ hơn 6 tuổi.